# 어맨다 브루걸

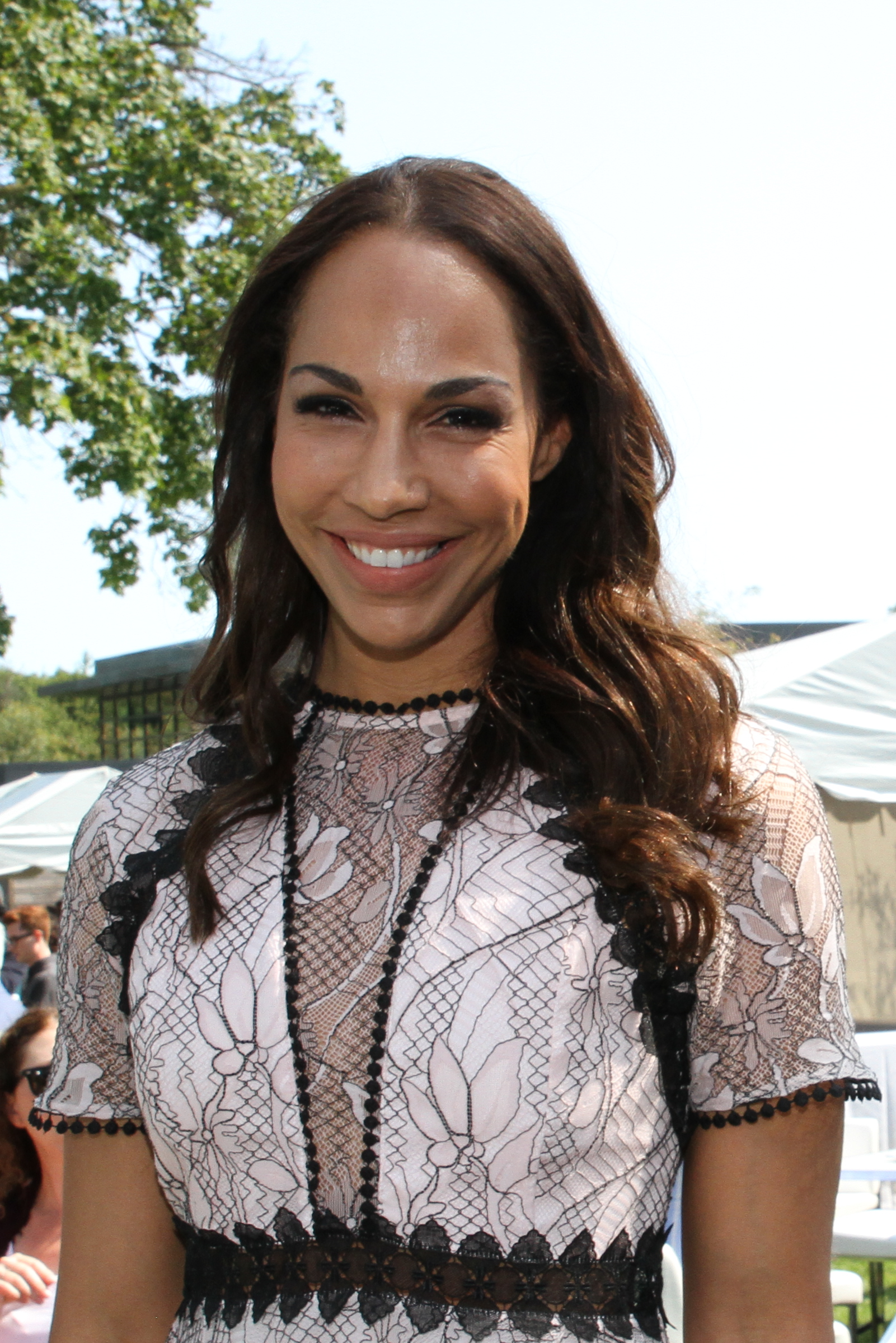

어맨다 브루걸(영어: Amanda Brugel, 1978년 3월 24일 ~ )은 캐나다 퀘벡 출신의 배우이다. 요크 대학교를 졸업했다.

## 출연 작품
- 벡키 (2020년) - 케일라 역
- 프레드릭 핏젤의 선택 (2020년) - 에블린 역
- 썸타임즈 더 굿 킬 (2017년)
- 코다크롬 (2017년)
- 수어사이드 스쿼드 (2016년) - NSC 역
- 룸 (2015년) - 파커 역
- 더 콜링 (2014년)
- 맵 투 더 스타 (2014년) - 빅토리아 역
- 더 보이 후 스멜스 라이크 피쉬 (2013년)
- 섹스 애프터 키즈 (2013년)
- 더 데스 오브 앨리스 블루 (2009년)
- 새 (2007년)
- 제이슨 X (2001년)
- 디바의 크리스마스 캐롤 (2000년)

### 텔레비전
- 카테고리 6 - 지구 멸망의 날 (2004, Category 6: Day of Destruction)
- 오펀 블랙 (2015)
- 핸드메이즈 테일 (2017-현재)